# 埃爾克黑德 (密蘇里州)
埃爾克黑德（英語：Elkhead）是位於美國密蘇里州克里斯蒂安縣的非建制地區。

## 歷史
埃爾克黑德的郵局於1871年設立，其後於1981年停運。

## 地理
埃爾克黑德所處的海拔為高於海平面472米（即1549英呎），而該地所採用的時區為UTC-6，即北美中部時區（CST）。同時該地設有夏令時間，為UTC-6調快一小時，即UTC-5（CDT）。